# 和光市駅
和光市駅（わこうしえき）は、埼玉県和光市本町にある、東武鉄道・東京地下鉄（東京メトロ）の駅である。

## 概要
東武鉄道の東上本線と、東京メトロの有楽町線・副都心線が乗り入れる。当駅 - 小竹向原駅の区間は、東京メトロ有楽町線と副都心線が線路を共有している。駅番号は、東武東上本線がTJ 11、東京メトロ有楽町線がY 01、副都心線がF 01である。
東武鉄道と東京メトロの共同使用駅で、東武鉄道の管轄駅である。東京メトロの駅としては最北端かつ最西端に位置し、東京の地下鉄全体でも最西端に位置し、唯一埼玉県内に所在する。
東武川越駅管区傘下の駅長配置駅（東武川越駅副管区長兼務）。

## 歴史

### 駅開業から終戦まで
1914年（大正3年）5月1日に東上鉄道（現・東武東上本線）池袋駅 - 田面沢駅の開業から大幅に遅れて、1934年（昭和9年）2月1日に埼玉県新座郡新倉村ににいくら駅として開業したのが始まりである
。開業直後の同年7月12日に新倉駅へ変更した。
開業当時の当駅近隣の集落は白子宿など川越街道沿いに存在しており、駅は畑の中に開設された。そのため、開業当初の一日平均の乗客は約94人で、1938年（昭和13年）には約160人であった。
大日本帝国陸軍が白子村と新倉村の全面積の約20%に相当する土地について1937年（昭和12年）から買収を進め、1941年（昭和16年）11月2日に陸軍予科士官学校が移転し、1940年（昭和15年）に大倉財閥系で機関銃を製造していた「中央工業新倉工場」や「芝浦工作機械」「日興航空工業」など多くの軍需工場も進出し、駅の南側を中心として人口も増加した。1945年（昭和20年）には、一日平均の乗客は開業時の20倍以上に増加した。

### 戦後の状況
第二次世界大戦で敗戦したことにより、1945年（昭和20年）8月に陸軍予科士官学校は解散され、軍需産業は壊滅状態となった。しかし陸軍予科士官学校跡地や中央工業新倉工場跡地などが米軍に接収され、キャンプ・ドレイクとして米軍第一騎兵師団約4,000人が進駐し、1960年（昭和35年）3月には陸上自衛隊朝霞駐屯地が開設されたことから、戦後も軍需都市的な側面が残った。
一方、本田技研工業が1952年（昭和27年）3月に「日興精機工業」の工場を買収して白子工場を開設し、1953年（昭和28年）7月に中央工業新倉工場跡地の一部を買収して大和工場を開設するなど民需工場の進出も相次ぎ、当駅周辺は新たな発展を遂げた。
その後、米軍基地返還跡地に日本住宅公団が1965年（昭和40年）4月「西大和団地」を開設したのを皮切りに、「南大和団地」や「諏訪原団地」が開設された。「米軍新倉倉庫」となっていた中央工業新倉工場跡地の一部が1971年（昭和46年）6月23日に返還され、翌1972年（昭和47年）にその土地を取得した伊藤忠商事が「シーアイハイツ和光」として再開発を行うなど、返還された米軍基地の跡地には多数の団地開発が進められた。
また、1941年（昭和16年）7月20日に開院した白子陸軍病院が1945年（昭和20年）12月1日に厚生省に移管され、一般市民向けの医療施設「国立埼玉病院」として存続し、米軍基地返還跡地の一部に1967年（昭和42年）3月に理化学研究所（理研）が大和研究所を開設するなど、公共系の施設も当駅周辺に立地した。
さらに、松ノ木島地区や丸山台地区などで土地区画整理事業が進められ、新興住宅地としても発展した。
この間、1951年（昭和26年）10月に新倉村の合併による大和町の発足を受けて「大和町駅」（やまとまちえき）に改称された。

### 都営地下鉄・東急電鉄との相互乗り入れ計画
こうした利用者の増加に対応して輸送力増強を行うため、1964年（昭和39年）1月には当駅と東京都板橋区志村の間に東武東上支線（1969年に板橋区の住居表示実施により高島平の町名が発足してからは仮称・東武高島平線）を建設する計画が立てられた。この計画には東武東上本線と都営地下鉄6号線（現・三田線）、および東京急行電鉄（現・東急）田園都市線（現・大井町線）・池上線において相互直通運転を行う内容が盛り込まれていた。
しかし、東京都交通局が1968年（昭和43年）12月27日に巣鴨 - 志村（現・高島平）間を開通させた後、東武鉄道は6号線計画について、都心へ向けて大きく迂回するルートであること、および池袋駅を経由しないために、東武百貨店をはじめとした池袋地区の開発に資さず、東上本線にとっての線増効果が見込めないことを理由として、都交通局に相互乗り入れ計画撤回を申し入れた。都交通局側は難色を示したが、1972年（昭和47年）3月1日に都市交通審議会が運輸大臣に提出した都市交通審議会答申第15号において、東京6号線建設予定計画が「高島平 - 戸田市西部 - 浦和市西部…大宮市西部」に変更されたことにより、当駅 - 高島平間4.8kmの東武高島平線計画は正式に撤回された。高島平駅が2面4線のホームとなっているのは、この計画の名残りである。東武鉄道が保有していた同線免許のうち、高島平駅 - 三園町駅間1.5kmについては1973年（昭和48年）4月に都交通局へ譲渡され、都営地下鉄6号線高島平 - 西高島平間として1976年（昭和51年）5月に開通した。
この間、1970年（昭和45年）12月に市制施行・新市名制定を受けて、「和光市駅」に改称された。

### 営団地下鉄との相互乗り入れ
一方、1969年（昭和44年）1月に帝都高速度交通営団が営団地下鉄8号線（現・有楽町線）の車庫を「米軍新倉倉庫」跡地の一部に設置し、そのための引込線を東武東上本線に沿って建設する構想で用地の取得を申し入れた。同線の建設計画は、1968年（昭和43年）10月に営団が免許を取得した時点では「明石町（現・新富町駅）- 永田町駅 - 飯田橋駅 - 池袋駅 - 成増駅」とされており、当駅への乗り入れは含まれていなかった。
1970年（昭和45年）4月10日に営団が当時の大和町当局に示した当初の構想では、東上本線に沿う形で高架線を建設し、駅を開設せず旅客扱いを行わないものであった。そのため町当局が反発し、旅客扱いや車庫地下化など7項目の要求を行い、受け入れられない場合には車庫の建設を認めないと表明した。
その後1975年（昭和50年）10月に営団が当駅から渋谷駅までの路線（第13号線）の建設許可を申請し、1976年（昭和51年）8月11日に運輸大臣から営団に事業免許が交付され、1978年（昭和53年）7月11日には第8号線（現・有楽町線）の建設許可も交付された。これを受けて和光市も地下鉄乗り入れに伴う駅周辺の整備事業に乗り出し、渋滞解消のための立体交差や土地区画整理などの調整を始めた。立体交差化について、当初は高さ4.5mの地下道を建設することが構想されたものの、商店街への影響を避けるため、鉄道側を1.85m嵩上げすることで地下道の高さを維持したままで深さを抑制する計画へ変更され、1985年（昭和60年）8月5日に地下市道が開通した。
さらに新線建設や乗り入れに向けた駅の改築工事などを進め、1987年（昭和62年）8月25日に有楽町線が営団成増駅（現・地下鉄成増駅）から当駅まで延伸開業し、相互直通運転が始められた。
その後、2008年（平成20年）6月14日に副都心線が全線開通して、当駅から東武東上本線との相互直通運転が始まり、2013年（平成25年）3月16日に渋谷駅地下ホームが完成したことにより、副都心線を経由して東急東横線との間の相互直通運転も始まった。

## 年表
- 1934年（昭和9年）
  - 2月1日：にいくら駅として開業[1][7][注釈 3]。
  - 7月12日：駅名を新倉駅に変更[1][7][注釈 3]。
- 1951年（昭和26年）10月1日：大和町駅（やまとまちえき）に改称[2]。
- 1961年（昭和36年）10月：ホーム有効長を延長[15]。
- 1970年（昭和45年）12月20日：和光市駅に改称[8][注釈 5]。
- 1987年（昭和62年）8月25日：帝都高速度交通営団（営団地下鉄）有楽町線当駅 - 営団成増（当時）間開業[16]。同時に行われたダイヤ改正で有楽町線との相互直通運転を開始すると同時に東上本線の急行停車駅となる[16]。
- 2004年（平成16年）4月1日：営団地下鉄の民営化に伴い、地下鉄の駅は東京地下鉄（東京メトロ）に継承される[17]。
- 2005年（平成17年）3月17日：ダイヤ改正に伴い、特急停車駅となる[18][注釈 6]。これにより、東上本線の全種別が当駅に停車することになる。
- 2007年（平成19年）4月5日：東上線ホームで発車メロディの使用を開始。
- 2008年（平成20年）6月14日：東京メトロ副都心線開業。同時に行われたダイヤ改正で東上本線との相互直通運転を開始[19][20]。
  - 東上本線：特急は廃止となり、新設の快速急行の停車駅となる[注釈 7]。なお、この改正により新設された「TJライナー」は当駅を通過するため、全種別停車駅ではなくなる。
  - 東京メトロ：当駅発着列車初の優等種別として、有楽町線に準急・副都心線に急行および通勤急行が設定される。
- 2010年（平成22年）3月6日：東京メトロのダイヤ改正により、有楽町線準急が廃止[21]。
- 2012年（平成24年）7月7日：2・3番線（有楽町線・副都心線）でホームドアの使用を開始[22]。
- 2013年（平成25年）3月16日：東武のダイヤ改正により快速が新設、停車駅となる。
- 2016年（平成28年）3月26日：1・4番線でホームドアの使用を開始[23]。同日のダイヤ改正より副都心線⇔東上本線直通列車において東上本線内急行となる列車が設定され、地下鉄線内急行・東横線内特急となる列車に「Fライナー」の愛称が設定される[24]。
- 2019年（令和元年）12月12日：駅ナカ商業施設「EQUiA PREMIE（エキア プレミエ）和光」の改札内エリアが開業[25]。
- 2020年（令和2年）3月26日：駅ナカ商業施設「EQUiA PREMIE（エキア プレミエ）和光」の駅ビルエリアが開業[26]。
- 2023年（令和5年）3月18日
  - 東上本線：ダイヤ改正により、快速が廃止[27]。
  - 東京メトロ：ダイヤ改正により、「Fライナー」の対象が東上本線内快速急行に変更される[27]。

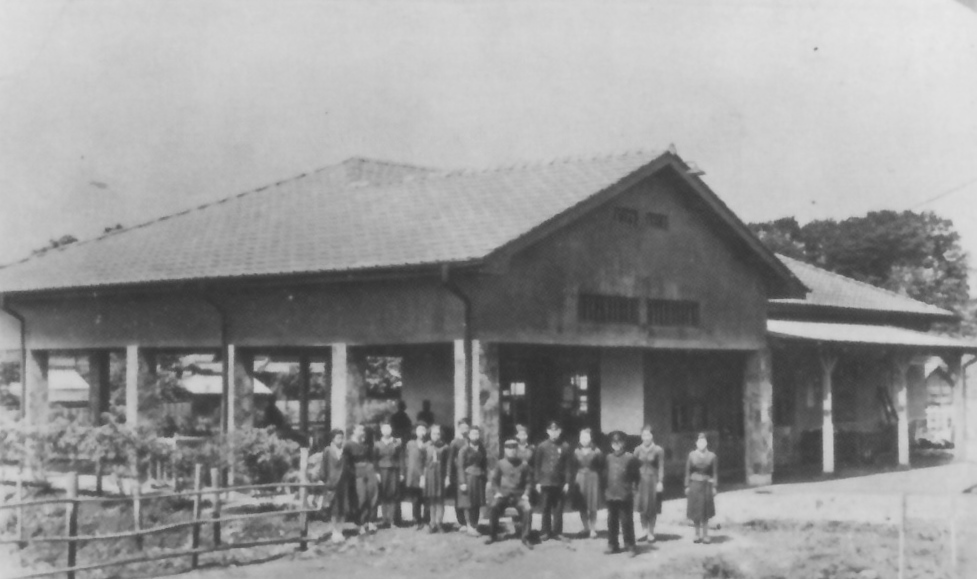
新倉駅時代の駅舎（1942年）
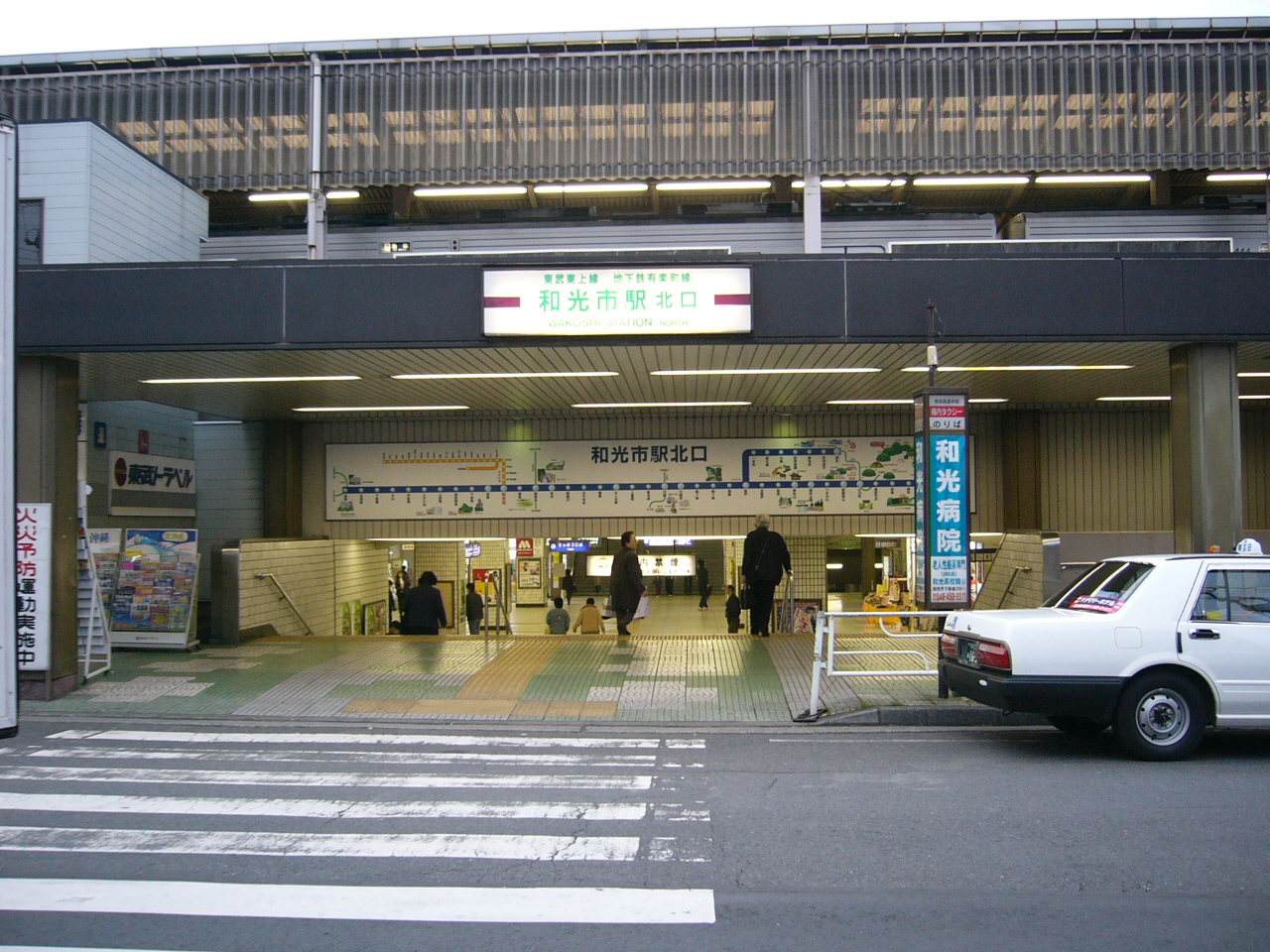
副都心線開業前の北口（2004年11月）
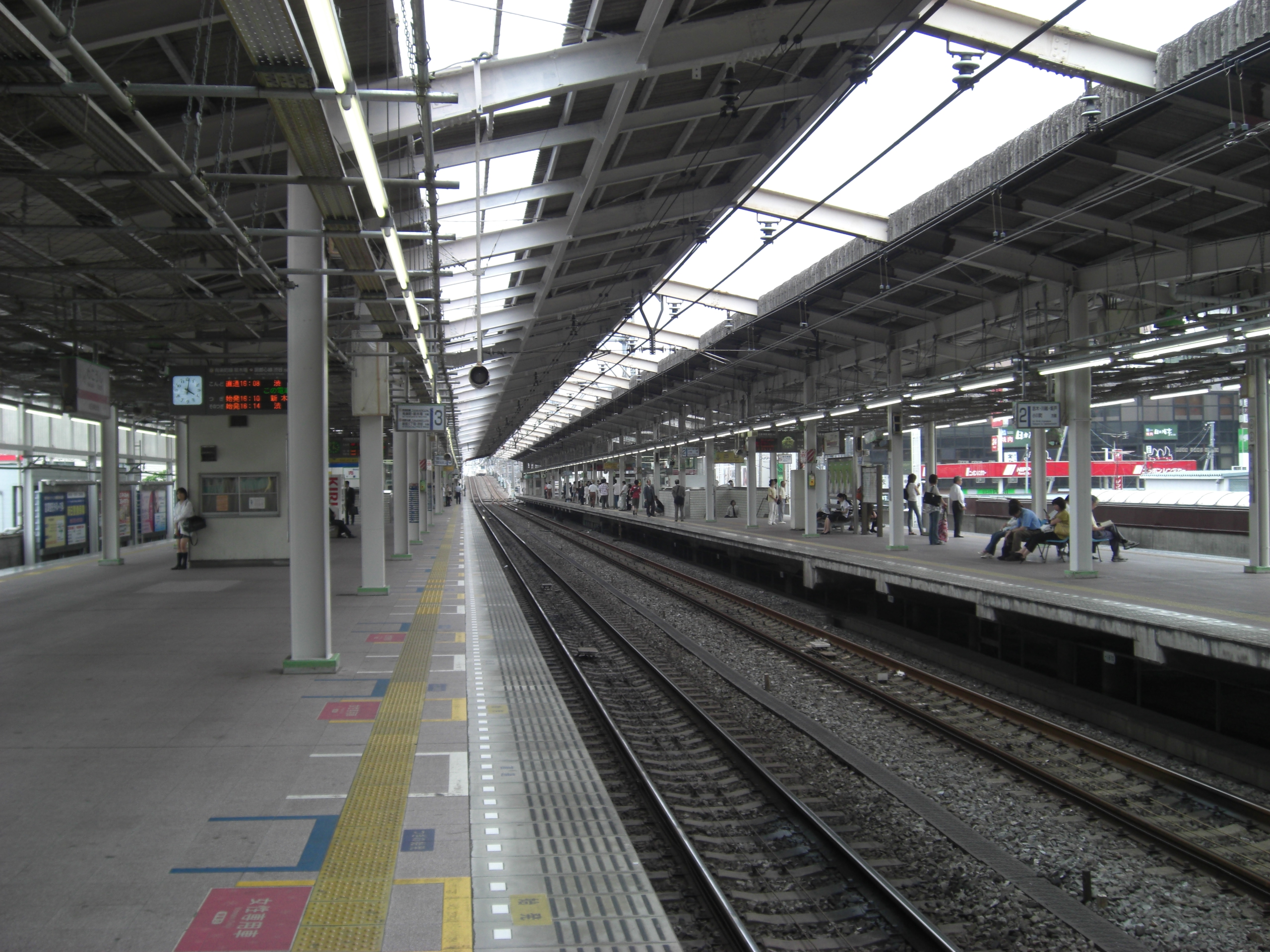
ホームドアが設置される前の地下鉄線ホーム（2008年7月）
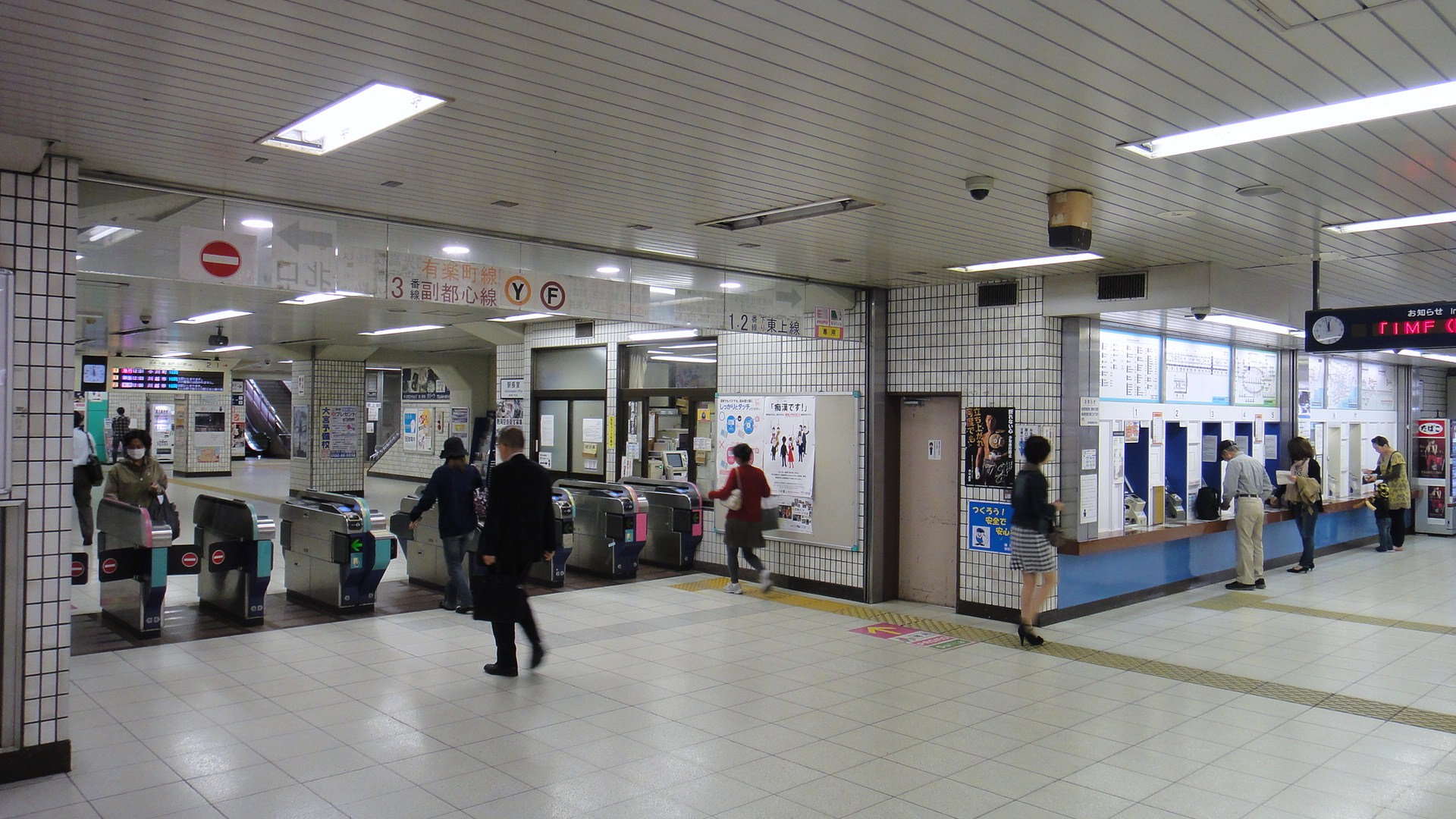
リニューアル前の改札口（2012年10月）

## 駅構造

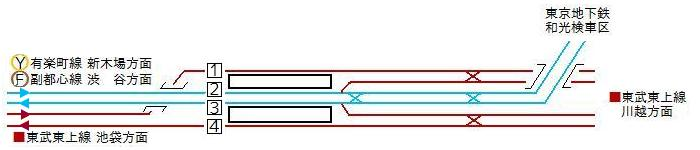
和光市駅 配線略図

南口のみで営業していたが、営団地下鉄の乗り入れに合わせた改良工事で路盤全体を嵩上げして半高架化し、北口の開設や地下市道の建設と合わせた立体交差による踏切の廃止などが行われた。
和光市のウェブサイト「まちの景観変遷」に掲載された画像が示す通り、有楽町線開業以前は島式ホーム1面2線で、現上りホームの位置にホームがあり、駅舎は現在の南口側、現下りホームの場所にあった。改築に伴い、駅本屋および改札口は池袋寄りに移動した。
島式ホーム2面4線を有する高架駅。半高架式。ホーム直下に改札口があり、改札からは階段（スロープあり）を上って駅舎外に出る構造となっている。池袋方階段に上りエスカレーターが設置されている。駅売店は改札外の自動券売機横にある。
有楽町線の延伸開業に併せて大改良を行った際に、いち早く身体障害者対応のエレベーターを設置した。しかし、設置位置の関係から出口は改札外となっていたことから、係員の付き添いがないと利用することができなかったが、改札内にエレベーターの設置工事を施工し、2005年10月から使用を開始した。
当駅 - 志木駅間は、東上本線内で唯一の複々線区間である。朝霞駅側に有楽町線・副都心線列車の引き上げ線が2線あり、線路はその先の和光検車区に続いている。
有楽町線・副都心線には当駅発着列車が設定されているのに対して、東上本線の当駅発着列車は配線の関係上設定されていない。地下鉄線内の当駅発着は平日日中および土日祝日でも1時間に10本あり（うち4本が東上本線直通）、ラッシュ時やダイヤが乱れた場合を中心にB線で当駅から列車が数珠繋ぎになる場合がある。

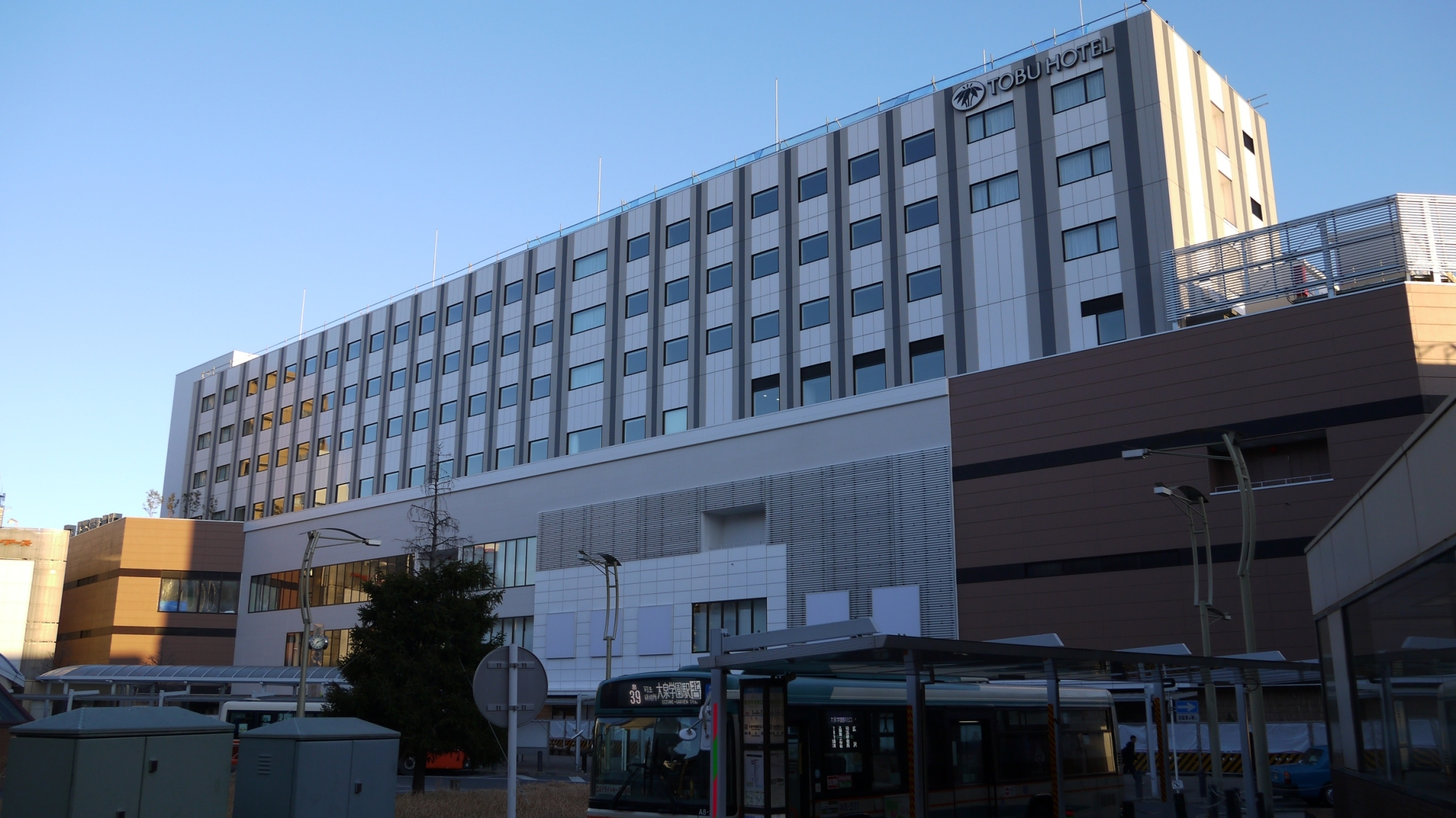
駅全景（2020年2月）
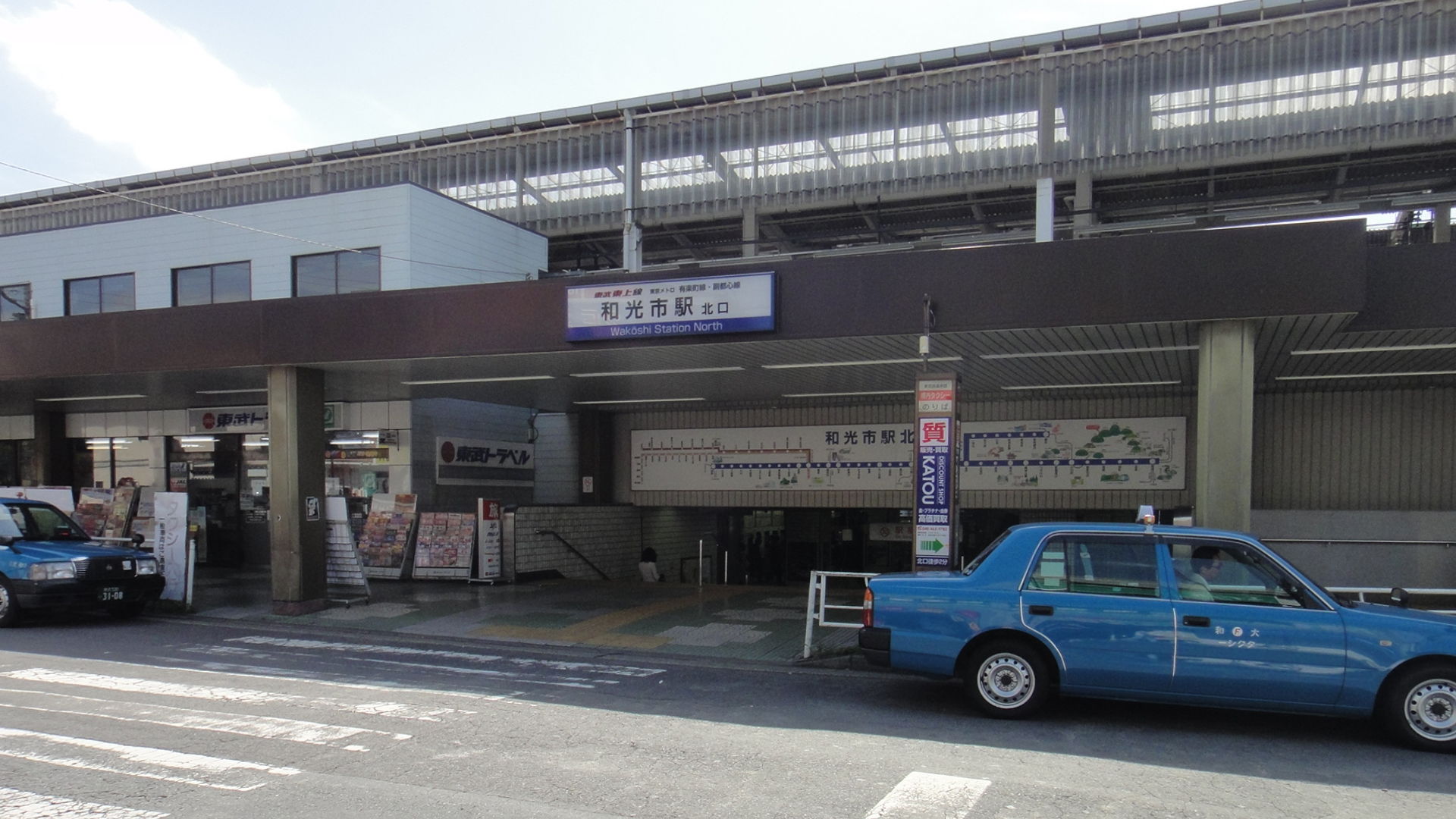
北口（2012年10月）
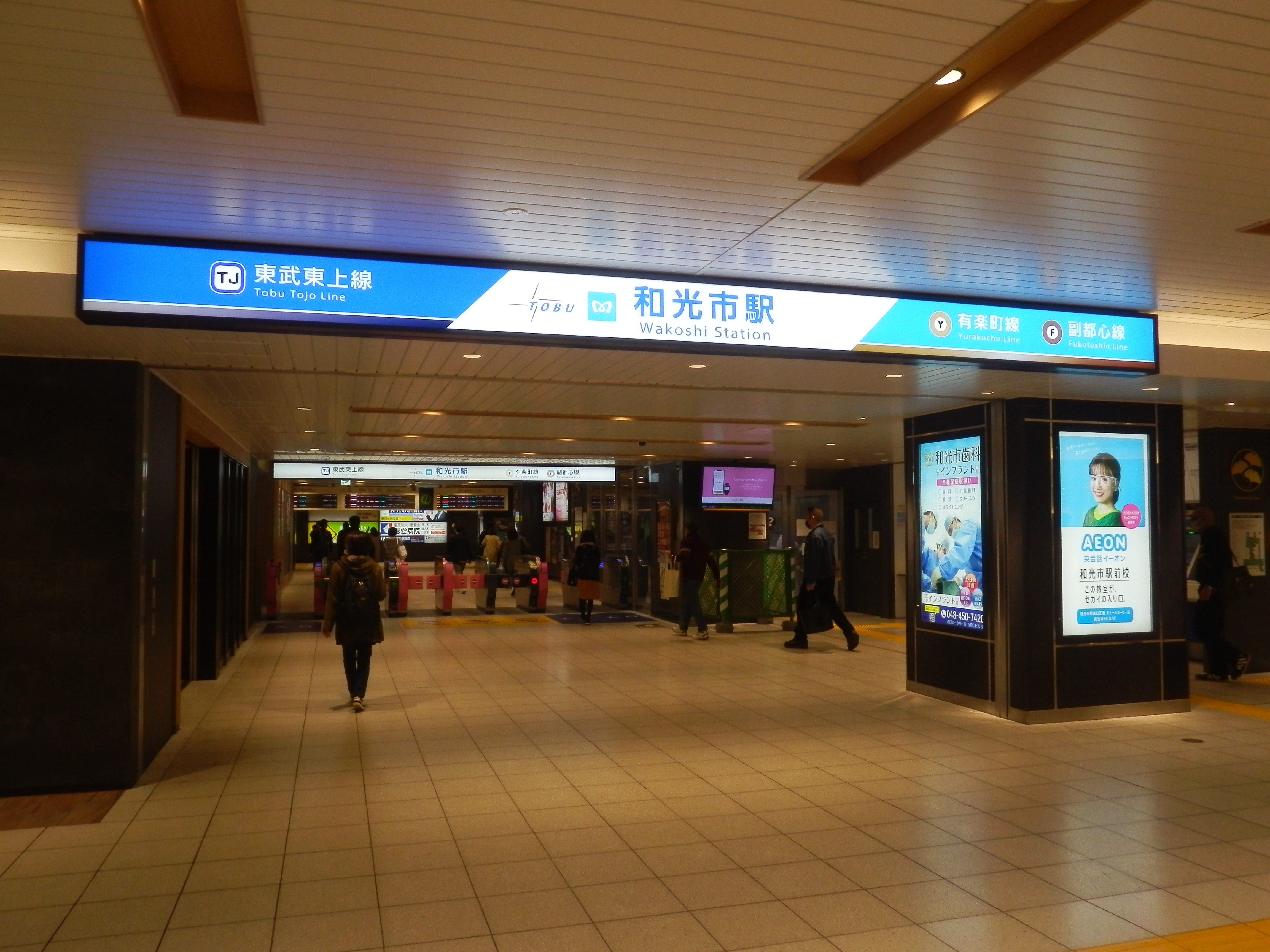
改札口（2020年10月）
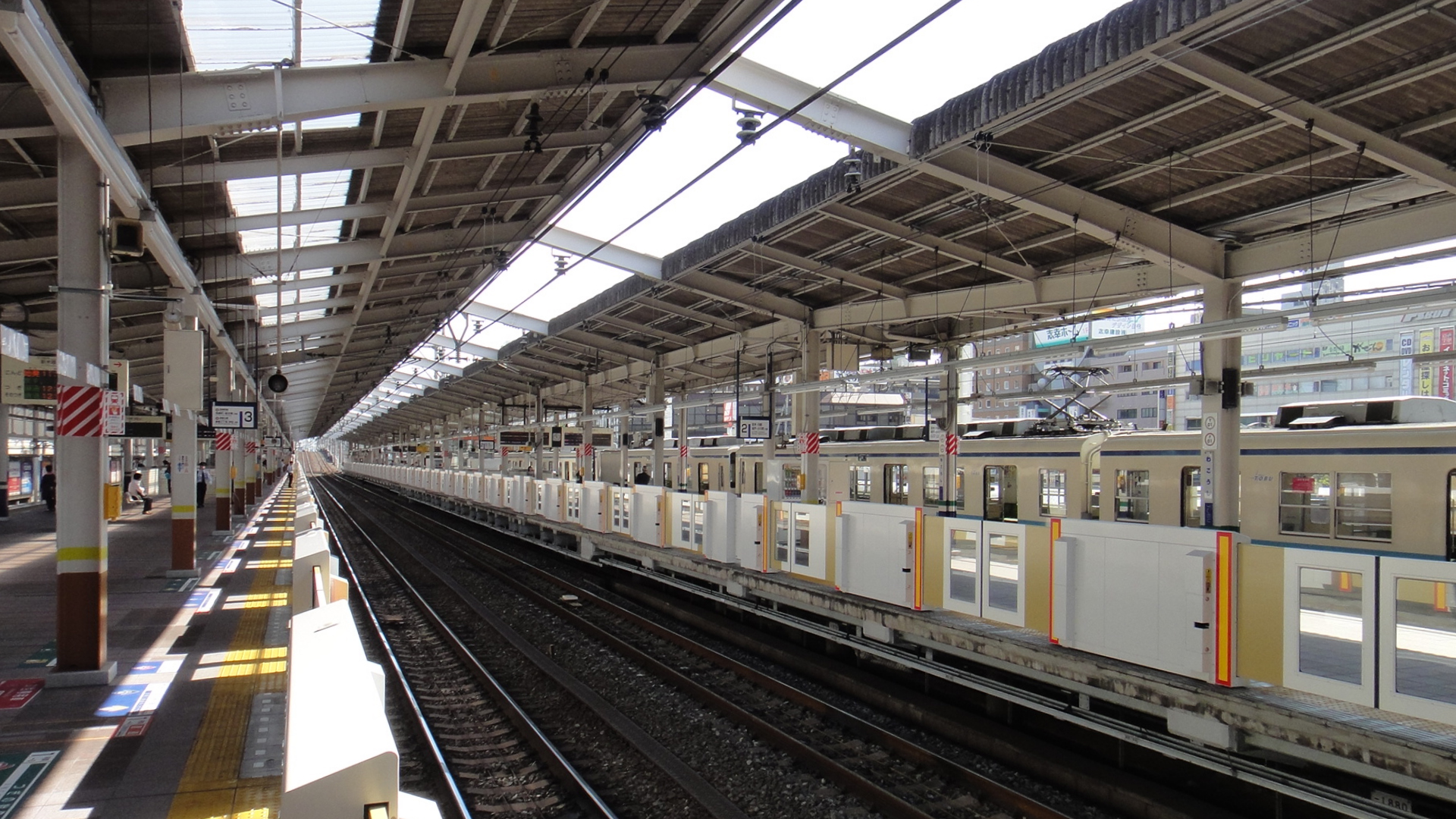
ホーム（2012年10月）

### のりば
| 番線 | 事業者     | 路線     | 方向 | 行先       | 備考                             |
| ---- | ---------- | -------- | ---- | ---------- | -------------------------------- |
| 1    | 東武鉄道   | 東上線   | 下り | 川越方面   | 東上本線池袋方面からの列車       |
| 2    | 東武鉄道   | 東上線   | 下り | 川越方面   | 有楽町線・副都心線方面からの列車 |
| 3    | 東京メトロ | 有楽町線 | -    | 新木場方面 |                                  |
| 3    | 東京メトロ | 副都心線 | -    | 渋谷方面   |                                  |
| 4    | 東武鉄道   | 東上線   | 上り | 池袋方面   |                                  |

（出典：東京メトロ:構内図）

#### 備考
- 上下ともに東上本線と有楽町線・副都心線は同一ホームで乗り換えが可能である。
- 8両編成は、ホームの地下鉄成増寄り2両分には停車しない。
- 2023年3月18日ダイヤ改正以降、当駅を境に東上本線内は普通・快速急行で、副都心線内は急行もしくは各駅停車・通勤急行として運転される列車は必ず当駅で種別を変更する[27]。

#### 構内放送
3番線（有楽町線・副都心線のりば）では有楽町線開通当初から、それ以外では朝ラッシュ時のみ4番線で発車ベルが使用されていた。
2007年4月5日に東上線ホーム（1・2・4番線）に、東武の汎用発車メロディが導入された。3番線には2012年7月7日のホームドア稼働開始と同時にスイッチ制作の発車メロディ「きらめくホーム」（福嶋尚哉作曲）が導入されたが、同年12月17日に再びベルに戻された。その後、2023年10月24日に東武の汎用発車メロディに変更され、再びすべてのホームでメロディが流れるようになった。

### 駅構内設備
改札階
- 売店
- 地下駐輪場

## 利用状況
1日平均の乗降人員は以下の通りである。数値は、東武鉄道⇔東京メトロとの直通連絡人員を含んでおり、実際の駅自体の利用者数はこれよりも少ない。
- 東武鉄道 - 2024年度の1日平均乗降人員は167,401人である[東武 1]。
  - 東武鉄道の駅の中では池袋駅、北千住駅に次いで第3位。
- 東京メトロ - 2024年度の1日平均乗降人員は176,497人である[メトロ 1]。

近年の1日平均乗降人員の推移は下記の通り。
| 年度               | 東武鉄道         | 東武鉄道 | 営団 / 東京メトロ | 営団 / 東京メトロ | 出典                    |
| 年度               | 1日平均 乗降人員 | 増加率   | 1日平均 乗降人員  | 増加率            | 出典                    |
| ------------------ | ---------------- | -------- | ----------------- | ----------------- | ----------------------- |
| 1998年（平成10年） | 111,467          |          | 95,065            |                   |                         |
| 1999年（平成11年） | 112,798          | 1.2%     | 96,850            | 1.9%              |                         |
| 2000年（平成12年） | 115,002          | 2.0%     | 98,979            | 2.2%              |                         |
| 2001年（平成13年） | 118,358          | 2.9%     | 102,465           | 3.5%              | [ 東武 3 ]              |
| 2002年（平成14年） | 118,032          | −0.3%    | 103,105           | 0.6%              | [ 東武 4 ]              |
| 2003年（平成15年） | 118,369          | 0.3%     | 103,919           | 0.8%              |                         |
| 2004年（平成16年） | 120,244          | 1.5%     | 103,681           | −0.2%             |                         |
| 2005年（平成17年） | 120,982          | 0.6%     | 104,180           | 0.5%              |                         |
| 2006年（平成18年） | 123,661          | 2.2%     | 106,699           | 2.4%              |                         |
| 2007年（平成19年） | 128,306          | 3.8%     | 113,140           | 6.0%              |                         |
| 2008年（平成20年） | 144,889          | 12.9%    | 137,047           | 21.1%             |                         |
| 2009年（平成21年） | 153,847          | 6.2%     | 152,130           | 11.0%             |                         |
| 2010年（平成22年） | 157,212          | 2.2%     | 156,404           | 2.8%              |                         |
| 2011年（平成23年） | 151,804          | −3.3%    | 152,925           | −2.2%             |                         |
| 2012年（平成24年） | 156,394          | 3.0%     | 159,257           | 4.1%              |                         |
| 2013年（平成25年） | 164,415          | 5.1%     | 169,056           | 6.2%              |                         |
| 2014年（平成26年） | 164,062          | −0.2%    | 170,122           | 0.6%              |                         |
| 2015年（平成27年） | 167,949          | 2.3%     | 176,216           | 3.6%              |                         |
| 2016年（平成28年） | 172,236          | 2.5%     | 181,289           | 2.9%              |                         |
| 2017年（平成29年） | 176,577          | 2.5%     | 185,865           | 2.5%              |                         |
| 2018年（平成30年） | 179,724          | 1.8%     | 190,268           | 2.4%              |                         |
| 2019年（令和元年） | 180,819          | 0.6%     | 192,132           | 1.0%              |                         |
| 2020年（令和02年） | 129,324          | −28.5%   | 136,092           | −29.2%            | [ メトロ 2 ]            |
| 2021年（令和03年） | 138,207          | 6.9%     | 140,895           | 3.5%              | [ メトロ 3 ]            |
| 2022年（令和04年） | 152,949          | 10.7%    | 156,740           | 11.2%             | [ メトロ 4 ]            |
| 2023年（令和05年） | 162,203          | 6.1%     | 168,952           | 7.8%              | [ 東武 5 ] [ メトロ 5 ] |
| 2024年（令和06年） | 167,401          | 3.2%     | 176,497           | 5.3%              | [ 東武 1 ] [ メトロ 1 ] |

## 駅周辺

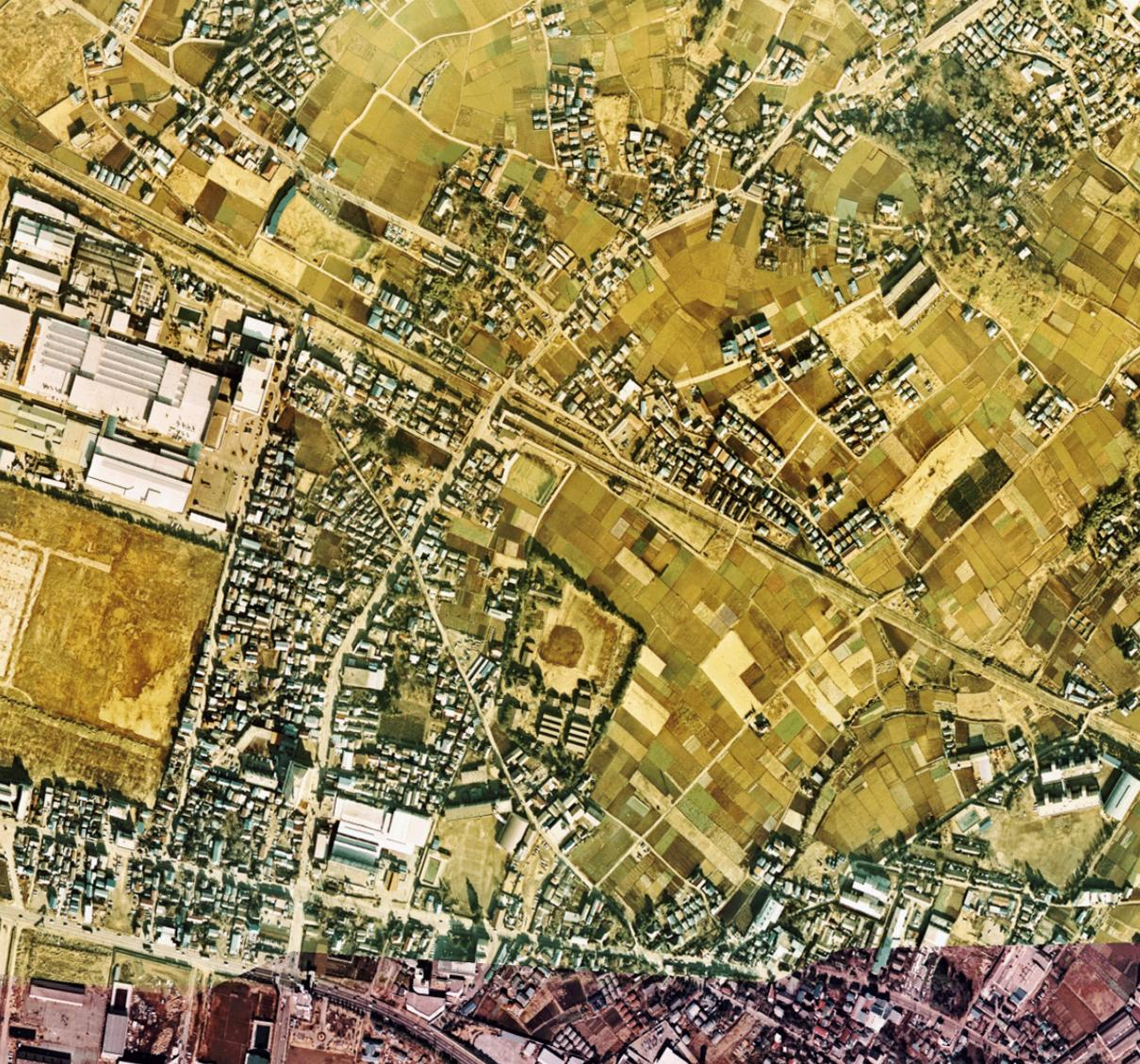
和光市駅付近空中写真
（1974年 国土画像情報オルソ化空中写真（国土交通省）より）
当時は平屋駅舎の島式ホーム1面2線

### 南口
当駅の中心的な出口である南口は、区画整理が完了したことに伴い、南口を中心に多くの商業ビル、銀行などが立地するようになった。
前述のように駅の南側にはかつて軍の施設や軍需工場があったことからまとまった土地があり、その跡地に理化学研究所や本田技術研究所などの国や民間の施設が立地した。そのため南口からは多くの研究所方面行きのバスが発着している。

#### 官公庁・公共施設
- 和光市役所[33]
- 和光市役所和光市駅出張所・和光市本町地域センター
- 和光市民文化センター（サンアゼリア）
- 和光市総合体育館
- 和光市図書館 - 1983年（昭和58年）8月2日に「シーアイハイツショッピングセンター」の3階に開館[8]。
- 和光市保健センター
- 朝霞地区一部事務組合和光消防署
- 和光樹林公園[34]
- 国立病院機構埼玉病院 - 1941年（昭和16年）7月20日に白子陸軍病院として開院。1945年（昭和20年）12月1日に厚生省に移管され、一般市民向けの医療施設に転換した[10]。
- 東武中央病院

#### 商業施設
- エキアプレミエ和光 （駅ビルエリア）
  - 和光市東武ホテル
- 西友 和光市駅前店
- 和光ショッピングプラザ
  - イトーヨーカドー和光店
    - 餃子の王将 和光店
- シーアイハイツショッピングセンター
- ベルク 和光西大和店
- 東横イン和光市駅前
- スーパーホテルさいたま・和光市駅前
- ザバススポーツクラブ和光
- 島忠 ホームズ和光店
- ヤオコー 和光丸山台店

#### 郵便局・金融機関
- 埼玉りそな銀行和光支店
- 東日本銀行和光支店
- 武蔵野銀行和光支店
- 川口信用金庫和光支店
- JAあさか野和光支店
- 和光郵便局

#### 研究機関・学校
- 理化学研究所和光本所
- 国立保健医療科学院
- 裁判所職員総合研修所
- 司法研修所
- 税務大学校
- 埼玉県立和光高等学校
- 埼玉県立和光国際高等学校
- 和光市立大和中学校
- 和光市立第三小学校
- 和光市立第三中学校

#### 団地
- シーアイハイツ和光
- 西大和団地
- 諏訪原団地

#### 軍事施設
- 陸上自衛隊朝霞駐屯地 - 当駅・朝霞駅双方から等距離に位置する。かつては自衛隊幹部の送迎車が駅前に集まっていた。
- 自衛隊和光官舎

##### 過去にあった軍事施設
- 陸軍予科士官学校 - 1941年（昭和16年）11月2日に当地へ移転し、1945年（昭和20年）8月に解散[9]。
- 白子陸軍病院
- キャンプ・ドレイク - 「陸軍予科士官学校」跡地や「中央工業新倉工場」跡地などに米軍第一騎兵師団約4,000人が進駐して開設された在日アメリカ軍基地[8]。
- 中央工業新倉工場 - 1940年（昭和15年）に当地へ進出した大倉財閥系の軍需工場で機関銃を製造していた[8]。
- 芝浦工作機械 - 1940年（昭和15年）前後に当地へ進出した軍需工場[8]。
- 日興航空工業 - 1940年（昭和15年）前後に当地へ進出した軍需工場[8]。

#### その他
- 本田技研工業和光本社・本田技術研究所和光研究所
- 東京地下鉄（東京メトロ）和光検車区
- 東京外環自動車道和光IC
- ニホニウム通り

### 北口
北口駅前周辺は、道路が狭く住宅が密集しているなど多くの問題を抱えていることから、和光市では2008年度から北口土地区画整理事業を進めている。今後、新たに駅前交通広場を設け商業系・住居系土地利用の増進、道路や公園などの整備を行っていく予定である。
- 武蔵野銀行和光支店
- いなげや和光新倉店
- ベルク和光白子店
- 和光バーディゴルフ
- 新倉ふるさと民家園

## バス路線
北口と南口に和光市駅停留所があり、以下の路線バスが発着する。一般路線バスは東武バスウエストと西武バス、空港連絡バスは西武バス・東京空港交通・京成バス・東武バスウエストにより運行されている。南口は研究所方面行きのバスが多く発着する。国際興業バスも池袋駅西口発深夜急行バスが南口に乗り入れている。

### 南口発着
| のりば                 | 系統                   | 行先                 | 運行会社              | 備考                                   |
| ---------------------- | ---------------------- | -------------------- | --------------------- | -------------------------------------- |
| 1                      | 和01                   | 司法研修所循環       | 東武バスウエスト      |                                        |
| 1                      | 和01                   | 二軒新田             | 東武バスウエスト      | 入庫線                                 |
| 1                      | ミッドナイトアロー川越 | 本川越駅             | 東武バスウエスト      | 深夜急行バス、降車扱いのみ             |
| 2                      | 北コース               | 野川公園入口循環     | 和光市内循環バス      | 東武バスウエストに運行委託             |
| 2                      | 北コース               | 和光市役所           | 和光市内循環バス      | 東武バスウエストに運行委託             |
| 2                      | 中央コース             | 大和中学校循環       | 和光市内循環バス      | 東武バスウエストに運行委託             |
| 2                      | 中央コース             | 和光市役所           | 和光市内循環バス      | 東武バスウエストに運行委託             |
| 2                      | 南コース               | 白子向山循環         | 和光市内循環バス      | 東武バスウエストに運行委託             |
| 2                      | 南コース               | 和光市役所           | 和光市内循環バス      | 東武バスウエストに運行委託             |
| 3                      | 和06                   | 成増駅南口           | 東武バスウエスト      |                                        |
| 3                      | 和08                   | 裁判所職員総合研修所 | 東武バスウエスト      | 平日朝夕のみ                           |
| 3                      | 和09                   | 埼玉病院             | 東武バスウエスト      | 平日朝1本のみ                          |
| 3                      | 和13                   | 自衛隊朝霞門         | 東武バスウエスト      | 平日朝夕のみ                           |
| 4                      | 泉39                   | 大泉学園駅北口       | 西武バス              | 14時台以前                             |
| 4                      | 泉39-1                 | 大泉学園駅北口       | 西武バス              | 15時台以降                             |
| 4                      | 和40                   | 長久保               | 西武バス              | 平日朝3本のみ                          |
| ザバススポーツクラブ前 | 空港リムジンバス       | 羽田空港             | 東京空港交通 西武バス | 羽田空港発（石神井公園駅行）は降車のみ |
| ザバススポーツクラブ前 | 空港リムジンバス       | 成田空港             | 京成バス 西武バス     | 成田空港発（所沢駅東口行）は降車のみ   |

### 北口発着

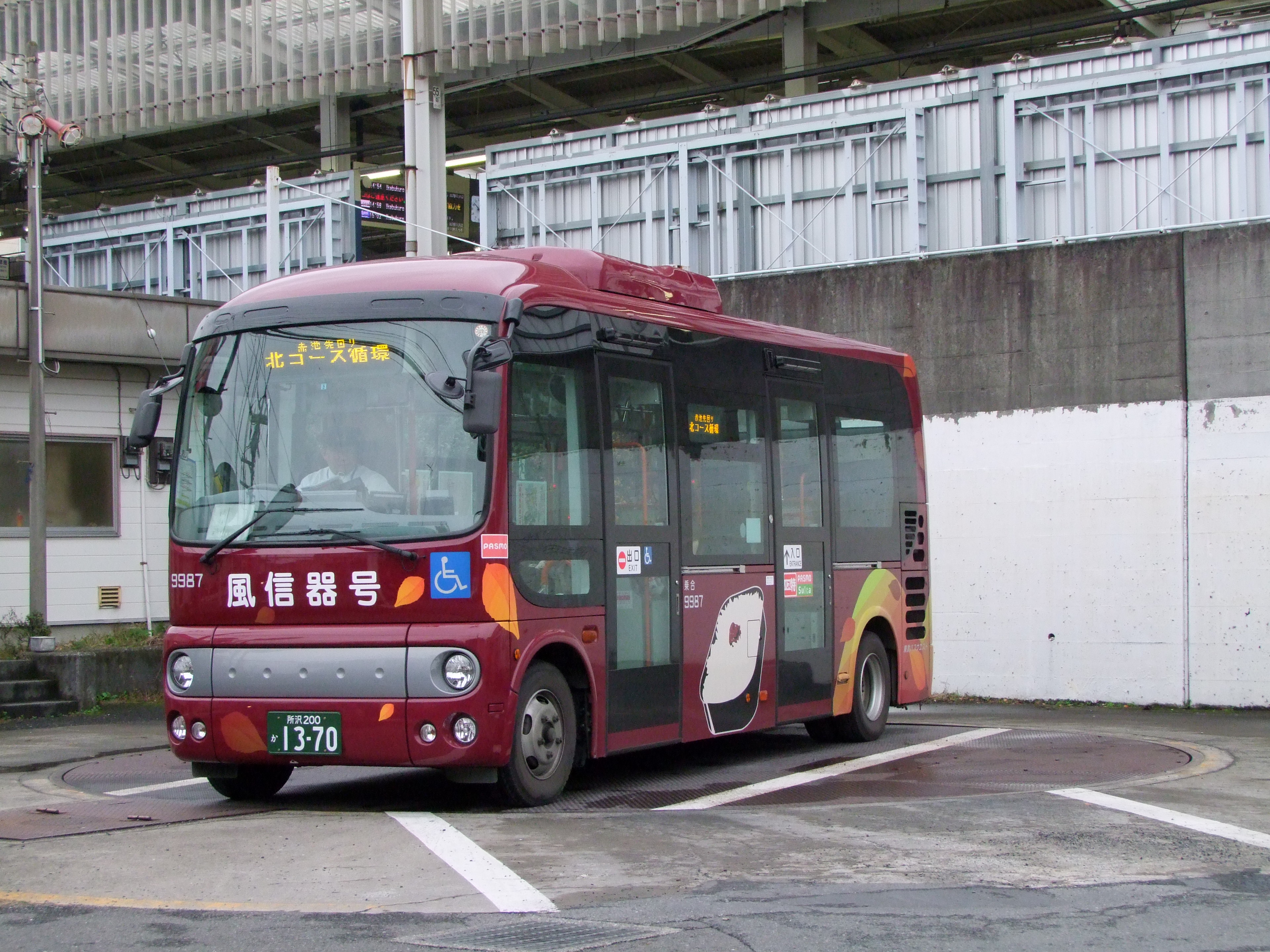
北口発着のバスは折返しにターンテーブルを使用する。
画像は和光市内循環バス（2013年4月の経路変更により北口への乗り入れは終了）。

全て東武バスウエストの運行。
- 和02・和03：和光高校循環
- 増09：成増駅北口行き
- 和14：SGリアルティ和光
- 和15：急行 SGリアルティ和光（直行）

北口にはターンテーブルが設けてある。

## 付記
- 東上本線に乗り入れない西武鉄道（6000系・40000系）及び相模鉄道（20000系）の各車両も東京メトロ線の当駅までは入線可能であるため、当駅で折り返す運用が設定されている。
- 2016年3月26日のダイヤ改正までは、有楽町線・副都心線 - 東上本線の直通列車については有楽町線内では「各停」[注釈 10]、副都心線内では「各停」「急行」「通勤急行」のいずれかになるのに対し、東上本線内では「普通」となっていたため、全列車が当駅で種別変更されていた。
- 東武東上本線の都内区間（成増 - 池袋間）で何らかの運行トラブルが発生した場合、地下鉄直通列車のみ（当駅 - 川越市駅間）を先に運転再開することがある。ただし、2010年3月改正から2011年3月5日改正の間までは、日中時間帯に川越市まで乗り入れる地下鉄線直通列車の運転間隔が大きく開く場合があった。
- 東京メトロでは有楽町線全駅へホームドアの設置を進めており、当駅への設置について東武鉄道と調整中としていた[37]。その後、2番線ホームには2012年4月14日に、3番線ホームには同年4月21日にそれぞれ設置され、同年7月7日に稼働を開始した[22]。その後、4番線ホームには2016年2月14日に、1番線ホームにも同年2月21日に設置され、同年3月26日に稼働を開始した[23]。
- 東武東上本線内の駅（朝霞 - 森林公園間）では、副都心線経由で渋谷より先の東急東横線の連絡乗車券は発売していないが、東京メトロ副都心線各駅（東急電鉄管轄の渋谷駅を除く）では東急東横線横浜駅まで発売しているため、当駅は東武鉄道管轄であるものの、東京メトロの駅としても扱われているため、東武東上線内で唯一東急東横線各駅までの乗車券を発売している。なお、横浜から先の横浜高速鉄道みなとみらい線各駅までは東武鉄道も東京メトロも連絡乗車券は発売していない[注釈 11]。
- 2016年に理化学研究所和光本所が新元素「ニホニウム」を発見・命名したことに記念して、当駅から理化学研究所和光本所までの間にニホニウム通りが整備された。

## 隣の駅
東武鉄道

 東上本線
■TJライナー・■川越特急
通過
■快速急行（一部は副都心線直通）
池袋駅 (TJ 01) - 和光市駅 (TJ 11) - 朝霞台駅 (TJ 13)
■急行（急行の一部は副都心線直通）・■準急・□普通（一部は有楽町線・副都心線直通）
成増駅 (TJ 10) - 和光市駅 (TJ 11) - 朝霞駅 (TJ 12)
東京地下鉄

 有楽町線
■各駅停車
（東上本線）- 和光市駅 (Y 01) - 地下鉄成増駅 (Y 02)
 副都心線
■急行
（東上本線）- 和光市駅 (F 01) - 小竹向原駅 (F 06)
■通勤急行・■各駅停車
（東上本線）- 和光市駅 (F 01) - 地下鉄成増駅 (F 02)